# Sleepless (film)
Sleepless un film del 2009 diretto da Maddalena De Panfilis. È il primo film della regista. La pellicola si pregia dei cameo dello scrittore Stefano Benni e di Sandra Milo.

## Trama
La trama si svolge lungo l'arco di 24 ore, ed è incentrata sulle storie di due ragazze trentenni alla presa con problemi interni (Anna deve affrontare il lutto per il fidanzato morto) ed esterni (Olga è oppressa dai debiti). A queste due storie fanno da contorno varie figure più o meno particolari.